# レン・イキタウ
レン・イキタウ（Len Ikitau、1998年10月1日 - ）は、スーパーラグビー・パシフィックブランビーズに所属するラグビーユニオン選手である。2025-26シーズンには、サバティカルでイングランドプレミアシップのエクセター・チーフスに短期在籍。

## プロフィール
- オーストラリアのブリスベン生まれで、サモア系である[2][3]。

## 経歴
2016年にブリスベン・ボーイズ・カレッジを卒業後、キャンベラ・バイキングスに加入。2017年にチームはNational Rugby Championship（NRC）で決勝進出した。
2018年、U20オーストラリア代表としてU20チャンピオンシップに出場。
2019年にブランビーズと契約し、同年スーパーラグビーデビューを果たした。
2021年、オーストラリア代表としてフランス代表戦の第2戦で控え出場し、初キャップを得る。
2023年7月、アルゼンチン代表戦で肩甲骨を骨折し、ラグビーワールドカップ2023出場を逃がした。
南半球のオフシーズンを利用して、サバティカルで2025-26シーズンにイングランドのプレミアシップ・ラグビーのエクセター・チーフスに在籍することを発表。